# マギー隆司
マギー隆司（マギーたかし、1952年3月31日 - ）は、落語協会・日本奇術協会に所属する奇術師。本名∶室賀 利夫。

## 経歴
- 1983年10月 - マギー司郎に入門[1]。
- 1986年1月 - 一人舞台となる[1]。
- 2002年 - 二代目古今亭圓菊一門で落語協会に所属[2]。